# Чемпіонат Європи з легкої атлетики 2006
Чемпіонат Європи з легкої атлетики 2006 був проведений 7-13 серпня в Гетеборзі на стадіоні «Уллеві».

## Призери

### Чоловіки
| Дисципліни                | Золото                                                                                                   | Золото      | Срібло                                                                 | Срібло      | Бронза                                                                                                | Бронза     |
| ------------------------- | --- | ----------- | ---------------------------------------------------------------------- | ----------- | --- | ---------- |
| 100 метрів                | Френсіс Обіквелу Португалія                                                                              | 9,99 CR     | Андрій Єпішин Росія                                                    | 10,10 NR    | Матіц Осовнікар Словенія                                                                              | 10,14 NR   |
| 200 метрів                | Френсіс Обіквелу Португалія                                                                              | 20,01 NR    | Йохан Віссман Швеція                                                   | 20,38 NR    | Марлон Девоніш Велика Британія                                                                        | 20,54      |
| 400 метрів                | Марк Ракіль Франція                                                                                      | 45,02       | Владислав Фролов Росія                                                 | 45,09 PB    | Леслі Джон Франція                                                                                    | 45,40      |
| 800 метрів                | Брем Сом Нідерланди                                                                                      | 1.46,56     | Девід Фіген Люксембург                                                 | 1.46,59     | Сем Елліс Велика Британія                                                                             | 1.46,64    |
| 1500 метрів               | Меді Баала Франція                                                                                       | 3.39,02     | Іван Гешко Україна                                                     | 3.39,50     | Хуан Карлос Ігеро Іспанія                                                                             | 3.39,62    |
| 5000 метрів               | Хесус Еспанья Іспанія                                                                                    | 13.44,70    | Мо Фара Велика Британія                                                | 13.44,79    | Хуан Карлос Ігеро Іспанія                                                                             | 13.46,48   |
| 10000 метрів              | Ян Фітшен Німеччина                                                                                      | 28.10,94 PB | Хосе Мануель Мартінес Іспанія                                          | 28.12,06 SB | Хуан Карлос де ла Осса Іспанія                                                                        | 28.13,73   |
| 110 метрів з бар'єрами    | Станіславс Оліярс Латвія                                                                                 | 13,24       | Томаш Блашек Німеччина                                                 | 13,46       | Енді Тернер Велика Британія                                                                           | 13,56      |
| 400 метрів з бар'єрами    | Перикліс Іаковакіс Греція                                                                                | 48,46       | Марек Плавго Польща                                                    | 48,71       | Різ Вільямс Велика Британія                                                                           | 49,12      |
| 3000 метрів з перешкодами | Юкка Кескісало Фінляндія                                                                                 | 8.24,89     | Хосе Луїс Бланко Іспанія                                               | 8.26,22     | Буабделла Тарі Франція                                                                                | 8.27,15    |
| 4×100 метрів              | Велика Британія Двейн Чамберс Даррен Кемпбелл Марлон Девоніш Марк Льюїс-Френсіс                          | 38,91       | Польща Пшемислав Роговський Люкаш Гила Марцин Єдрусинський Даріуш Куць | 39,05       | Франція Удере Канкарафу Рональд Поньйон Фабріс Каліньї Давід Алерте                                   | 39,07      |
| 4×400 метрів              | Франція Леслі Джон Ідрісса Мбарке Наман Кейта Марк Ракіль Абдерахім ель Аузі (забіг) Бріс Панель (забіг) | 3.01,10     | Велика Британія Роберт Тобін Різ Вільямс Грем Гедман Тім Бенджамін     | 3.01,63     | Польща Данієль Донбровський Пйотр Кендзя Пйотр Рисюкевич Рафал Верушевський Марцин Марцинішин (забіг) | 3.01,73    |
|                           | |             |                                                                        |             | |            |
| Марафон                   | Стефано Бальдіні Італія                                                                                  | 2:11.32     | Віктор Ретлін Швейцарія                                                | 2:11.50     | Хуліо Рей Іспанія                                                                                     | 2:12.37    |
| Ходьба 20 кілометрів      | Франсіско Хав'єр Фернандес Іспанія                                                                       | 1:19.09     | Валерій Борчин Росія                                                   | 1:20.00     | Жуан Вієйра Португалія                                                                                | 1:20.09 NR |
| Ходьба 50 кілометрів      | Йоанн Дініз Франція                                                                                      | 3:41.39 PB  | Хесус Анхель Гарсія Іспанія                                            | 3:42.48 SB  | Юрій Андронов Росія                                                                                   | 3:43.26    |
|                           | |             |                                                                        |             | |            |
| Стрибки у висоту          | Андрій Сільнов Росія                                                                                     | 2,36 CR     | Томаш Янку Чехія                                                       | 2,34 PB     | Стефан Гольм Швеція                                                                                   | 2,34 SB    |
| Стрибки з жердиною        | Алекс Авербух Ізраїль                                                                                    | 5,70        | Ромен Месніль ФранціяТім Лобінгер Німеччина                            | 5,65        | не вручалась                                                                                          |            |
| Стрибки у довжину         | Ендрю Гоу Італія                                                                                         | 8,20        | Грег Резерфорд Велика Британія                                         | 8,13        | Олексій Лукашевич Україна                                                                             | 8,12       |
| Потрійний стрибок         | Християн Ульссон Швеція                                                                                  | 17,67       | Натан Дуглас Велика Британія                                           | 17,21       | Маріан Опря Румунія                                                                                   | 17,18      |
| Штовхання ядра[a]         | Ральф Бартельс Німеччина                                                                                 | 21,13       | Йоахім Ольсен Данія                                                    | 21,09       | Рутгер Сміт Нідерланди                                                                                | 20,90      |
| Метання диска             | Віргіліюс Алекна Литва                                                                                   | 68,67       | Герд Кантер Естонія                                                    | 68,03       | Александер Таммерт Естонія                                                                            | 66,14      |
| Метання молота[b]         | Оллі-Пекка Кар'ялайнен Фінляндія                                                                         | 80,84 SB    | Вадим Дев'ятовський Білорусь                                           | 80,76       | Маркус Ессер Німеччина                                                                                | 79,19      |
| Метання списа             | Андреас Торкільдсен Норвегія                                                                             | 88,78       | Теро Піткямякі Фінляндія                                               | 86,44       | Ян Железний Чехія                                                                                     | 85,92      |
|                           | |             |                                                                        |             | |            |
| Десятиборство             | Роман Шебрле Чехія                                                                                       | 8526 SB     | Живоцький Аттіла Угорщина                                              | 8356        | Олексій Дроздов Росія                                                                                 | 8350 PB    |

a  Андрій Міхневич первісно здобув срібну нагороду з результатом 21,11 м, проте у липні 2013, внаслідок дискваліфікації за порушення антидопінгових правил (позитивною виявилася його допінг-проба, взята на чемпіонаті світу-2005), всі його результати, починаючи з серпня 2005 (в тому числі й «срібний» виступ у Гетеборзі) були анульовані.
b  Іван Тихон виграв змагання молотобойців на чемпіонаті Європи-2006, проте у квітні 2014 ІААФ дискваліфікувала спортсмена за порушення антидопінгових правил (позитивною виявилася його допінг-проба, взята на Олімпіаді-2004) з анулюванням усіх його результатів, показаних з 22 серпня 2004 до 21 серпня 2006.

### Жінки
| Дисципліни                | Золото | Золото      | Срібло | Срібло   | Бронза                                                                                       | Бронза      |
| ------------------------- | --- | ----------- | --- | -------- | -------------------------------------------------------------------------------------------- | ----------- |
| 100 метрів                | Кім Геварт Бельгія | 11,06       | Катерина Григор'єва Росія                                                                                        | 11,22    | Ірина Хабарова Росія                                                                         | 11,22       |
| 200 метрів                | Кім Геварт Бельгія | 22,68       | Юлія Гущина Росія                                                                                                | 22,93    | Наталія Русакова Росія                                                                       | 23,09       |
| 400 метрів                | Ваня Стамболова Болгарія                                                                                                   | 49,85       | Тетяна Вешкурова Росія                                                                                           | 50,15    | Ольга Зайцева Росія                                                                          | 50,28       |
| 800 метрів                | Ольга Котлярова Росія | 1.57,38     | Світлана Клюка Росія                                                                                             | 1.57,48  | Ребекка Лайн Велика Британія                                                                 | 1.58,45     |
| 1500 метрів               | Тетяна Томашова Росія | 3.56,91 CR  | Юлія Чиженко Росія                                                                                               | 3.57,61  | Данієла Іорданова Болгарія                                                                   | 3.59,37 SB  |
| 5000 метрів               | Марта Домінгес Іспанія | 14.56,18 CR | Лілія Шобухова Росія                                                                                             | 14.56,57 | Елван Абейлеґессе Туреччина                                                                  | 14.59,29 SB |
| 10000 метрів              | Інга Абітова Росія | 30.31,42    | Сюсанне Вігене Норвегія                                                                                          | 30.32,36 | Лідія Григор'єва Росія                                                                       | 30.32,72    |
| 100 метрів з бар'єрами    | Сюзанна Каллур Швеція | 12,59       | Дервал О'Рурк ІрландіяКірстен Больм Німеччина                                                                    | 12,72    | не вручалась                                                                                 |             |
| 400 метрів з бар'єрами    | Євгенія Ісакова Росія | 53,93 PB    | Фані Халкія Греція                                                                                               | 54,02    | Тетяна Терещук-Антіпова Україна                                                              | 54,55       |
| 3000 метрів з перешкодами | Олеся Турова Білорусь | 9.26,05 SB  | Тетяна Петрова Росія                                                                                             | 9.28,05  | Віолетта Яновська Польща                                                                     | 9.31,62     |
| 4×100 метрів              | Росія Юлія Гущина Наталія Русакова Ірина Хабарова Катерина Григор'єва Катерина Кондратьєва (забіг) Лариса Круглова (забіг) | 42,27       | Велика Британія Аніка Онуора Емма Аніа Емілі Фрімен Джойс Мадуака Лора Тернер-Олейн (забіг)                      | 43,51    | Білорусь Юлія Нестеренко Наталія Софронникова Олена Невмержицька Оксана Драгун               | 43,61       |
| 4×400 метрів              | Росія Світлана Поспєлова Наталія Іванова Ольга Зайцева Тетяна Вешкурова Тетяна Фірова (забіг) Олена Мигунова (забіг)       | 3.25,12     | Білорусь Юліана Жельнерук Світлана Усович Анна Козак Ілона Усович Катерина Бобрик (забіг) Ірина Хлюстова (забіг) | 3.27,69  | Польща Моніка Бейнар Гражина Прокопек Евеліна Сетовська Анна Єсень Марта Хруст-Рожей (забіг) | 3.27,77     |
|                           | |             | |          |                                                                                              |             |
| Марафон                   | Ульріке Майш Німеччина | 2:30.01 PB  | Олівера Євтич Сербія                                                                                             | 2:30.27  | Ірина Пермітіна Росія                                                                        | 2:30.53     |
| Ходьба 20 кілометрів      | Ріта Турова Білорусь | 1:27.08     | Ольга Каніськіна Росія                                                                                           | 1:28.35  | Еліза Ріґаудо Італія                                                                         | 1:28.37     |
|                           | |             | |          |                                                                                              |             |
| Стрибки у висоту          | Тія Геллебаут Бельгія | 2,03 CR NR  | Венеліна Венева Болгарія                                                                                         | 2,03     | Кайса Бергквіст Швеція                                                                       | 2,01        |
| Стрибки з жердиною        | Олена Ісинбаєва Росія | 4,80 CR     | Моніка Пирек Польща                                                                                              | 4,65     | Тетяна Полнова Росія                                                                         | 4,65        |
| Стрибки у довжину         | Людмила Колчанова Росія | 6,93        | Найде Гомеш Португалія                                                                                           | 6,84     | Оксана Удмуртова Росія                                                                       | 6,69        |
| Потрійний стрибок         | Тетяна Лебедєва Росія | 15,15       | Хрисопії Деветзі Греція                                                                                          | 15,05    | Анна П'ятих Росія                                                                            | 15,02       |
| Штовхання ядра[c]         | Наталія Міхневич Білорусь                                                                                                  | 19,43       | Петра Ламмерт Німеччина                                                                                          | 19,17    | Ольга Рябінкіна Росія                                                                        | 19,02       |
| Метання диска             | Дар'я Пищальникова Росія                                                                                                   | 65,55 PB    | Франка Дітцш Німеччина                                                                                           | 64,35    | Ніколета Грасу Румунія                                                                       | 63,58       |
| Метання молота            | Тетяна Лисенко Росія | 76,67 CR    | Гульфія Ханафеєва Росія                                                                                          | 74,50    | Каміла Сколімовська Росія                                                                    | 72,58       |
| Метання списа             | Штеффі Неріус Німеччина | 65,82 SB    | Барбора Шпотакова Чехія                                                                                          | 65,64    | Мерседес Чілья Іспанія                                                                       | 61,98 SB    |
|                           | |             | |          |                                                                                              |             |
| Семиборство               | Кароліна Клюфт Швеція | 6740 CR     | Карін Рукштуль Нідерланди                                                                                        | 6423 NR  | Ліллі Шварцкопф Німеччина                                                                    | 6420 PB     |

c  Надія Остапчук була другою у штовханні ядра серед жінок на чемпіонаті Європи-2006, проте у квітні 2014 ІААФ дискваліфікувала спортсменку за порушення антидопінгових правил (позитивною виявилася її допінг-проба, взята на чемпіонаті світу-2005) з анулюванням усіх її результатів, показаних з 13 серпня 2005 до 12 серпня 2007.

## Медальний залік
| Місце                | Країна               | Золото | Срібло | Бронза | Загалом |
| -------------------- | -------------------- | ------ | ------ | ------ | ------- |
| 1                    | Росія                | 12     | 12     | 11     | 35      |
| 2                    | Німеччина            | 4      | 5      | 2      | 11      |
| 3                    | Франція              | 4      | 1      | 3      | 8       |
| 4                    | Іспанія              | 3      | 3      | 5      | 11      |
| 5                    | Білорусь             | 3      | 2      | 1      | 6       |
| 6                    | Швеція               | 3      | 1      | 2      | 6       |
| 7                    | Бельгія              | 3      | 0      | 0      | 3       |
| 8                    | Португалія           | 2      | 1      | 1      | 4       |
| 9                    | Фінляндія            | 2      | 1      | 0      | 3       |
| 10                   | Італія               | 2      | 0      | 1      | 3       |
| 11                   | Велика Британія      | 1      | 5      | 5      | 11      |
| 12                   | Чехія                | 1      | 2      | 1      | 4       |
| 13                   | Греція               | 1      | 2      | 0      | 3       |
| 14                   | Болгарія             | 1      | 1      | 1      | 3       |
| 14                   | Нідерланди           | 1      | 1      | 1      | 3       |
| 16                   | Норвегія             | 1      | 1      | 0      | 2       |
| 17                   | Ізраїль              | 1      | 0      | 0      | 1       |
| 17                   | Латвія               | 1      | 0      | 0      | 1       |
| 17                   | Литва                | 1      | 0      | 0      | 1       |
| 20                   | Польща               | 0      | 3      | 4      | 7       |
| 21                   | Україна              | 0      | 1      | 2      | 3       |
| 22                   | Естонія              | 0      | 1      | 1      | 2       |
| 23                   | Данія                | 0      | 1      | 0      | 1       |
| 23                   | Люксембург           | 0      | 1      | 0      | 1       |
| 23                   | Сербія               | 0      | 1      | 0      | 1       |
| 23                   | Угорщина             | 0      | 1      | 0      | 1       |
| 23                   | Швейцарія            | 0      | 1      | 0      | 1       |
| 28                   | Румунія              | 0      | 0      | 2      | 2       |
| 29                   | Словенія             | 0      | 0      | 1      | 1       |
| 29                   | Туреччина            | 0      | 0      | 1      | 1       |
| Загалом (30 збірних) | Загалом (30 збірних) | 47     | 48     | 45     | 140     |